# Namtso
Namtso hoặc hồ Nam (tên chính thức Nam Co; tiếng Mông Cổ: Tengri Nor; nghĩa là hồ Thiên Đường tiếng Trung: 纳木错; bính âm: Nàmù Cuò, Nạp Mộc Thác) là một hồ nước trên núi cao tại khu vực ranh giới giữa huyện Damxung của thành phố Lhasa và huyện Baingoin của địa khu Nagqu tại Khu tự trị Tây Tạng, Trung Quốc, cách 112 kilômét (70 mi) về phía bắc tây bắc của trung tâm Lhasa.